# Carterville, Illinois
Carterville är en stad (city) i Williamson County, i delstaten Illinois, USA. Enligt United States Census Bureau har staden en folkmängd på 5 521 invånare (2011) och en landarea på 13,4 km².